# Greg Garman
Greg Garman (San Luis Obispo; 4 de diciembre de 1986) es un baterista y cantante estadounidense, más conocido por ser el baterista de Selena Gomez & the Scene.

## Biografía

### Primeros años
A la edad de doce años, Greg Garman decidió aprender a tocar la batería de larga duración. Su madre comenzó a tocar la batería, mientras que ella estaba embarazada de 5 meses de Greg. A lo largo de su trayectoria musical, Greg ganó un concurso de tambor en su ciudad natal, San Luis Obispo (California), y decidió enrolarse en el Musicians Institute en Hollywood, CA.
Mientras asistía a la MI, Greg recibió instrucción de los maestros de renombre mundial, tales como Fred Dinkins, Rob Carson, y Chuck Silverman. Reconociendo sus esfuerzos, se le concedió un segundo premio de la Beca de Stanley Clark en 2007. A través de la beca, su banda fue incluida en un episodio de Lincoln Heights en ABC Family.
Después de terminar la escuela con Asociados en Artes en percusión contemporánea, Greg figura en una gira de tres meses, realizando 80 conciertos en 100 días, a través de 33 estados, para ayudar a beneficiar a los VHI Fundación Save the Music. Seguido por otra gira nacional de dos meses patrocinado por Grockit (prueba en línea de recursos de preparación). Greg tocaba la batería en Selena Gomez & the Scene (2008 - 2012), y es maestro de la asistencia en el Musicians Institute, y da enseñanza de clases particulares.
Greg se ha presentado en el Show de Ellen Degeneres, Late Night with Jimmy Fallon, Good Morning America, Dancing with the Stars, Dick Clark’s New Years Rock’n Eve, y Teletón en México.

### 2008—2012: Unión a la banda
Greg Garman firmó un contrato discográfico con Hollywood Records y más tarde se unió a Selena Gomez & the Scene, después de unas audiciones para saber quien formaría la banda de Selena Gomez.
Garman ha aparecido públicamente junto a la banda en diferentes eventos, Teen Choice Awards, People's Choice Awards, entre otros.

## Influencias
Ha mencionado que algunas de sus influencias son su madre, The Beatles, Tool, Rage Against the Machine, Dave Grohl, Steve Gadd, Steve Jordan, Vinnie Colaiuta, Mars Volta entre otros.

## Discografía
Con Selena Gomez & the Scene
- 2009: Kiss & Tell
- 2010: A Year Without Rain
- 2011: When the Sun Goes Down

Sencillos con Selena Gomez & the Scene
- "Falling Down"
- "Naturally"
- "Round & Round"
- "A Year Without Rain"
- "Who Says"
- "Love You like a Love Song"
- "Hit the Lights"